# 歐陽迴
歐陽迴（896年—971年），華陽人，五代十国时前蜀、後唐、後蜀和北宋政治人物。
歐陽迴的父親歐陽珏曾任通泉縣令。歐陽迴年少時在前蜀後主王衍朝廷中擔任中書舍人，之後前蜀亡國，他跟隨後蜀高祖孟知祥鎮守西川接著他回到四川，孟知祥即帝位後亦任命他為中書舍人。廣政十二年（949年），歐陽迴除授翰林學士，次年（950年）負責主持科舉、判太常寺，遷任禮部侍郎、領陵州刺史，轉任吏部侍郎、加承旨。
廣政二十四年（961年），後蜀後主孟昶拜歐陽迴為門下侍郎兼戶部尚書、同平章事，監修編寫國史。他模仿白居易創作五十篇諷諌詩獻給孟昶，孟昶就賜給他銀器和絲織品；到宋朝滅後蜀，他出任右散騎常侍，不久充任翰林學士，再轉任左散騎常侍。宋太祖趙匡胤平定南漢，商議派歐陽迴祭祀南海，但他聽到卻稱病不肯去，趙匡胤知道後很生氣，罷免了他的官職，以本官分司西京。他在開寶四年（971年）去世，虛歲七十六，贈官工部尚書。
歐陽迴個性坦率，末年時少操行，善於長笛，趙匡胤經常在偏殿叫他演奏幾首歌。御史中丞劉溫叟得知後叩門求見，說：「禁署官員不應該做優伶的事。」趙匡胤說：「朕聽說孟昶君臣沉溺聲樂，歐陽迴官至宰司都學習技長笛，便給朕擒到了。現在朕就他來就想驗證此事，原來是真的。」劉溫叟道歉：「臣愚蠢，不知道陛下引為教訓的微旨。」此後趙匡胤不再召見歐陽迴。他亦好詩歌，多產卻簡單；掌管誥命也不是他所長。在成都時各官員都喜歡挥霍，只有他儉省樸素，時人頗稱讚他。

## 引用
1. ↑  《十国春秋·後蜀·卷52》：歐陽迴，成都華陽人。
2. ↑  《十国春秋·後蜀·卷52》：父珏，通泉令。迴少事前蜀後主，為中書舍人。國亡，降後唐，補秦州，從事高祖鎮西川。
3. ↑  《十国春秋·後蜀·卷52》：迴復入蜀，及登極，以為中書舍人。廣政十二年，除翰林學士。明年，知貢舉、判太常寺，遷禮部侍郎、領陵州刺史，轉吏部侍郎、加承旨。
4. ↑  《十国春秋·後蜀·卷52》：二十四年，拜門下侍郎，兼戶部尚書、同平章事，監修國史。
5. ↑  《十国春秋·後蜀·卷52》：常擬白居易諷諌詩五十篇以獻後主，手詔嘉美賚以銀器錦綵。從後主歸宋，為右散騎常侍，俄充翰林學士，就轉左散騎常侍。
6. ↑  《十国春秋·後蜀·卷52》：南漢平，議遣廻祭南海。迴聞之，稱病不出。宋太祖怒罷其職，以本官分司西京。開寶四年卒，年七十六，贈工部尚書。
7. ↑  《十国春秋·後蜀·卷52》：廻性坦率，末年少檢操，雅善長笛。宋大祖常召於偏殿，令奏數曲。御史中丞劉溫叟聞之，叩殿門求見，諌曰：「禁署之職，典司誥命，不可作伶人之事。」太祖曰：「朕嘗聞孟昶君臣溺于聲樂，廻至宰司尚習此技，故為我所擒。所以召廻欲驗言者之，不誣也。」温叟謝曰：「臣愚不識陛下鑒戒之微旨。」自是不復召廻。
8. ↑  《十国春秋·後蜀·卷52》：好為歌詩，雖多而不工，掌誥命亦非所長。初，在成都日卿相爭尚奢靡，廻獨儉素自守，人頗以此多之。